# Équipe du Costa Rica de rink hockey
L'équipe du Costa Rica de rink hockey est la sélection nationale qui représente le Costa Rica en rink hockey.

## Sélection actuelle
| # | Joueur | Poste |
|   |        |       |
|   |        |       |
|   |        |       |
|   |        |       |
|   |        |       |
|   |        |       |
|   |        |       |
|   |        |       |
|   |        |       |
|   |        |       |